# Gutierre Téllez
Gutierre Téllez o Gutierre Ruíz de Mesa (Soria, ¿? - Úbeda, Jaén, 1322) religioso castellano, canónigo de Baeza y Jaén. Obispo de Jaén.
El arzobispo de Toledo, Gutierre Gómez de Toledo confirmó su elección en los primeros meses de 1317. En 1322 confirmó la donación que había hecho su predecesor a la Colegial de Úbeda. Electo para obispo a la diócesis de Idanha en Portugal, pero murió antes en Úbeda y está enterrado en el medio del crucero de la colegial; en su sepultura pende un capelo.